# Саркаярви
Са́ркая́рви (фин. Sarka-järvi) — озеро на территории Лоймольского сельского поселения Суоярвского района Республики Карелия.

## Общие сведения
Площадь озера — 0,5 км². Располагается на высоте 84,5 метра над уровнем моря.
Озеро имеет сложную форму: состоит из шести ярко выраженных плёсов, разделённых перешейками либо островами. Озеро вытянуто с запада на восток. С востока в него втекает, а с запада вытекает река Саркайоки. Берега озера каменисто-песчаные, местами заболоченные.
Вдоль всего берега, с южной стороны озера, проходит автомобильная дорога местного значения 86К-15 («Сюскюярви — Маткаселькя»), а также железнодорожная линия Маткаселькя — Суоярви. В 1 км от восточной оконечности озера расположена железнодорожная станция Леппясюрья Октябрьской железной дороги.
Код водного объекта в государственном водном реестре — 01040300211102000013452.